# Сан-Саба (округ)
Округ Сан-Саба (англ. San Saba county) — округ штата Техас Соединённых Штатов Америки. На 2000 год в нём проживало 6186 человек. По оценке бюро переписи населения США в 2009 году население округа составляло 5871 человек. Окружным центром является город Сан-Саба.

## История
Округ Сан-Саба был сформирован в 1856 году. Он был назван по названию реки Сан-Саба.

## География
По данным бюро переписи населения США площадь округа Сан-Саба составляет 2948 км², из которых 2938 км² — суша, а 10 км² — водная поверхность (0,33 %).

### Основные шоссе
- Шоссе 190
- Автострада 16

### Соседние округа
- Милс  (север)
- Лампасас  (восток)
- Бернет  (юго-восток)
- Ллано  (юг)
- Мейсон  (юго-запад)
- Мак-Каллок  (запад)
- Браун  (северо-запад)